# Watch Them Drop Like Flies
Watch Them Drop Like Flies – drugi album studyjny polskiej grupy metalowej Wrinkled Fred, wydany został w 2006 roku. Album charakteryzuje się zdecydowanie cięższym brzmieniem niż Crack y Rocc. Utwory zawarte na albumie często wykraczają poza utożsamianą z zespołem stylistykę nu metal. Do piosenki "Weight Of The Sky" nakręcony został teledysk, który został udostępniony za darmo na oficjalnej stronie zespołu.  

## Lista utworów
1. "Lesson 2: Multiplying Defects" – 3:26
2. "Will To Dissappear" – 2:52
3. "Lovesong" – 4:12
4. "Bliss" – 3:50
5. "Hunger" – 3:49
6. "Weight Of The Sky" – 2:48
7. "Tale Of Insatiable" – 4:07
8. "Nowhere Leading Track" – 2:40
9. "Hatesong" – 1:16
10. "Play With Me" ft. RAW – 3:36
11. "Moving Through Doubts" – 3:25
12. "Low Orbit Flight" – 3:16
13. "Sly" ft. Monika "Demonique" Kalmus (Dive3d) – 4:33
14. "Thornes Regrown" – 3:59

## Twórcy
- Arek Kępka – śpiew
- Artur "Art" Kempa – gitara
- Tomek Zielski – gitara, sample, śpiew wspierający
- Przemek Pisarski – gitara basowa, śpiew wspierający
- Mariusz "Levy" Lewandowski – perkusja